# Missing-self-Hypothese
Die Missing-self-Hypothese in der Immunologie besagt, dass natürliche Killerzellen (NK-Zellen) andere körpereigene Zellen abtöten, wenn diese nicht ein bestimmtes Signalprotein auf ihrer Oberfläche aufweisen. Entsprechende Signalproteine zur Verhinderung der Abtötung durch die NK-Zellen werden deshalb von nahezu allen gesunden Körperzellen gebildet. NK-Zellen sind Lymphozyten ohne Rezeptoren für spezifische Antigene, die zum angeborenen Teil des Immunsystems gehören.

## Immunologischer Hintergrund

Aktivierung einer NK-Zelle durch das Fehlen von MHC-Molekülen auf der Oberfläche einer infizierten Zelle

Bei den Signalproteinen, die eine Aktivität der NK-Zellen gegen körpereigene Zellen verhindern, handelt es sich um MHC-Klasse-I-Moleküle. Auf der Oberfläche der NK-Zellen befinden sich entsprechende Rezeptoren, welche die MHC-Moleküle erkennen. 
Interagieren mehr inhibitorische Rezeptoren als aktivierende mit den MHC-Molekülen, wie es der Fall bei gesunden Zellen ist, so wird die Lyse der Zielzelle durch die NK-Zelle unterbunden. Zu den wichtigsten Rezeptoren der NK-Zellen zählen das Heterodimer aus NKG2A und CD94, sowie beim Menschen die „killer cell immunoglobulin like receptors“ (KIR) und bei der Maus die Ly49-Proteine.
Bei einem Fehlen von entsprechenden MHC-Molekülen auf der Oberfläche von körpereigenen Zellen, beispielsweise bei Tumorzellen oder virusinfizierten Zellen, kommt es vor, dass mehr aktivierende Rezeptoren mit den MHC-Molekülen interagieren und so das aktivierende Signal an die Zelle größer ist als das inhibierende. In der Folge wird die Zielzelle durch die NK-Zellen abgetötet. Dies geschieht mittels der Freisetzung von Perforinen und Granzymen. Perforine erzeugen dabei Öffnungen in der Membran der Zielzelle, durch welche die Granzyme in die Zellen eindringen. Bei den Granzymen handelt es sich um Proteasen, die in der Zielzelle über die Aktivierung entsprechender Signalkaskaden die Apoptose einleiten, eine Form des programmierten Zelltods. Zusätzlich lösen die NK-Zellen die Apoptose aus, indem sie den sogenannten Fas-Liganden auf ihrer Oberfläche bilden. Dessen Bindung an den Fas-Rezeptor auf der Oberfläche der Zielzellen aktiviert in diesen die entsprechenden apoptotischen Signalwege.
Die Missing-self-Hypothese wurde in der Mitte der 1980er Jahre durch Klas Kärre, derzeit Professor am Zentrum für Mikrobiologie und Tumorbiologie des Karolinska-Institut in Schweden, aufgrund von Ergebnissen seiner Promotionsarbeit vorgeschlagen.